# Entbarten
Unter Entbarten versteht man in der Küchensprache das ruckartige Abziehen des Muschelbartes vom Muschelkörper. Der Muschelbart, mit dem sich die Muschel am Untergrund festsetzt, gilt in der feinen Küche als ungenießbar. Das Abziehen des Bartes beginnt immer am breiteren Ende.
Auch das Entfernen des Eingeweidesacks, der in der traditionellen Küche oft „Bart“ genannt wird und Grundstoff vieler beliebter Gerichte ist, wird häufig als Entbarten bezeichnet.